# 39332 Lauwaiming
39332 Lauwaiming è un asteroide della fascia principale. Scoperto nel 2002, presenta un'orbita caratterizzata da un semiasse maggiore pari a 3,0855942 au e da un'eccentricità di 0,0476894, inclinata di 11,70909° rispetto all'eclittica.